# Engagisme à Maurice
 (février 2017).
La mise en place de l'engagisme à Maurice fait suite à l'abolition de l'esclavage, débutant généralement en 1834.
Il fait appel massivement à des coolies indiens, également appelés kulis ou engagés, pour l'océan Indien et les Antilles, et chinois, surtout pour le Nouveau Monde, sur les termes d'un contrat de cinq ans, au terme duquel, théoriquement, ils pouvaient regagner leur lieu de naissance.
Même si le coolie disposait d'une protection juridique en étant muni d'un contrat, dans les faits, étant soumis à l'esprit esclavagiste de l'époque, il eut à subir un mauvais traitement rappelant les heures noires de l'esclavage.
L'Unesco a rendu un hommage aux coolies ou engagés, en décrétant l'Aapravasi Ghat (ghat de l'immigré) patrimoine mondial de l'Humanité en 2006.
L'île devrait devenir un lieu unique de la rencontre de la route du coolie et de la route de l'esclave.

## Avant 1835
Pendant la période coloniale française, l'esclavage à Maurice fut pratiqué, de 1715 à 1835, comme en témoignent les Lettres patentes de 1723, le Code Delaleu (1777) aussi nommé Code Jaune ou Code des îles de France et de Bourbon, ou le Code Decaen (1804), qui sont tous des adaptations du Code noir de 1685.
Les esclaves ont été introduits dans l’île par les premiers colons hollandais pendant la période 1638 à 1710. Dès cette époque, le marronnage fait partie du quotidien des habitants. Les colons français importent des esclaves de Madagascar, du Mozambique, de la côte swahilie, et d'Asie du sud. 
Nombre d’entre eux prennent la fuite et trouvent refuge dans les forêts et les montagnes. 
Plusieurs visiteurs et voyageurs vers l'île de France, tels que l'abbé de la Caille, Maximilien Wilklinski, Georges Clark, Nicholas Pike, ont mentionné la présence de bandes de marrons sur la montagne ou les environs du morne Brabant. Dans son Voyage à l'île de France, 1773, Bernardin de Saint-Pierre écrit du morne que « cet endroit est environné de noirs marrons ». Le morne Brabant est classé Paysage culturel du Morne au Patrimoine mondial comme refuge des nègres marrons.
Témoignent également de cette période, en musique, le séga tambour et, en littérature romanesque, le personnage de Domingue dans Paul et Virginie (1788), et les romans Georges (1843, Alexandre Dumas) ou Brasse-au-Vent (1968, Marcel Cabon).
Plus récemment, les romans de Nathacha Appanah et en particulier  Les rochers de Poudre d’Or (2003) et La Mémoire délavée (2023) racontent la vie de ses ancêtres qui, comme des centaines de milliers d’autres, ont quitté leur village pour aller travailler dans les champs de canne à sucre sur l’île Maurice. « Les Indiens signaient un contrat et pouvaient venir avec leur famille. Ils n'étaient pas enchaînés ou asservis de la tête au pied. Aussi minime soit-il, ils recevaient un salaire », raconte l'auteure. « Les Indiens pensaient qu’à partir du moment où ils quittaient leur pays et qu’ils allaient sur la mer, ils perdraient toute leur indianité. Ils appelaient l’Océan indien le 'kālāpānī', qui veut dire l’eau noire. Ils pensaient que sur cette eau il y avait un mystère qui faisait qu’ils étaient vidés de leur substance, qu’ils ne sauraient plus qui ils étaient. Malgré ce tabou, ils ont été plus d’un million à partir. »

## Route du coolie
La route du coolie trouve son haut-lieu à l'île Maurice, anciennement nommée Île de France.
C'est ici que les immigrés, surtout indiens, quittèrent les Indes pour s'installer dans les plantocraties sucrières de Maurice, puis dans d'autres espaces indiaconéaniques, puis aux Antilles.
Venant principalement de Calcutta ou, dans une moindre mesure, des comptoirs français établis à Pondichéry ou Karikal, ces candidats à l'exil économique posèrent les bases du coolie trade, commerce de bras bruns de sinistre mémoire, qui devait prendre des tournures tellement inhumaines que des révoltes et des cas de vagabondage, de suicides ou de morts « par nostalgie » furent fréquents.
Des mestries ou recruteurs furent envoyés aux Indes, pour promettre, souvent, monts et merveilles à des coolies ou autres Indiens, surtout ceux qui furent les victimes des révoltes des Cipayes et des famines subséquentes. Beaucoup crurent qu'en venant à Maurice, il suffisait de soulever des pierres pour trouver de l'or, etc.
Munis d'un contrat de cinq ans et d'un billet "gratuit" (qu'ils devaient rembourser en travaillant un certain nombre de mois) à bord du bateau négrier reconverti pour les nouveaux besoins, ils embarquèrent par centaines de milliers vers les terres promises, pour découvrir la supercherie. 
Beaucoup moururent de maladies et de mauvais traitements. 
Le nombre peu élevé de femmes explique les conduites dépréciatives des engagés, qui, peu à peu, s'organisèrent pour résister et acquérir une indépendance économique et politique. 
Ce n'est que vers les premières décennies du XXe siècle que cette pratique fut abolie.
La route du coolie relie les Indes, la Chine, des îles de l'océan Indien, des pays africains, des espaces caribéens, Fidji et les Amériques. 
De nos jours, le Coolie Museum de Moka, est un lieu mettant en évidence des documents et artéfacts liés à cette époque, qu'un historien anglais, Hugh Tinker, désigna comme « une nouvelle forme d'esclavage », bien que le coolie trade ou l'engagement fut la première forme de salariat après l'esclavage.
En 2006, l'Unesco a classé l'ex-coolie ghat, renommé en Aapravasi Ghat, au patrimoine mondial de l'Humanité, reconnaissant son apport à des possibilités de convergence entre les traites négrières et l'engagisme.